# 福尔图娜

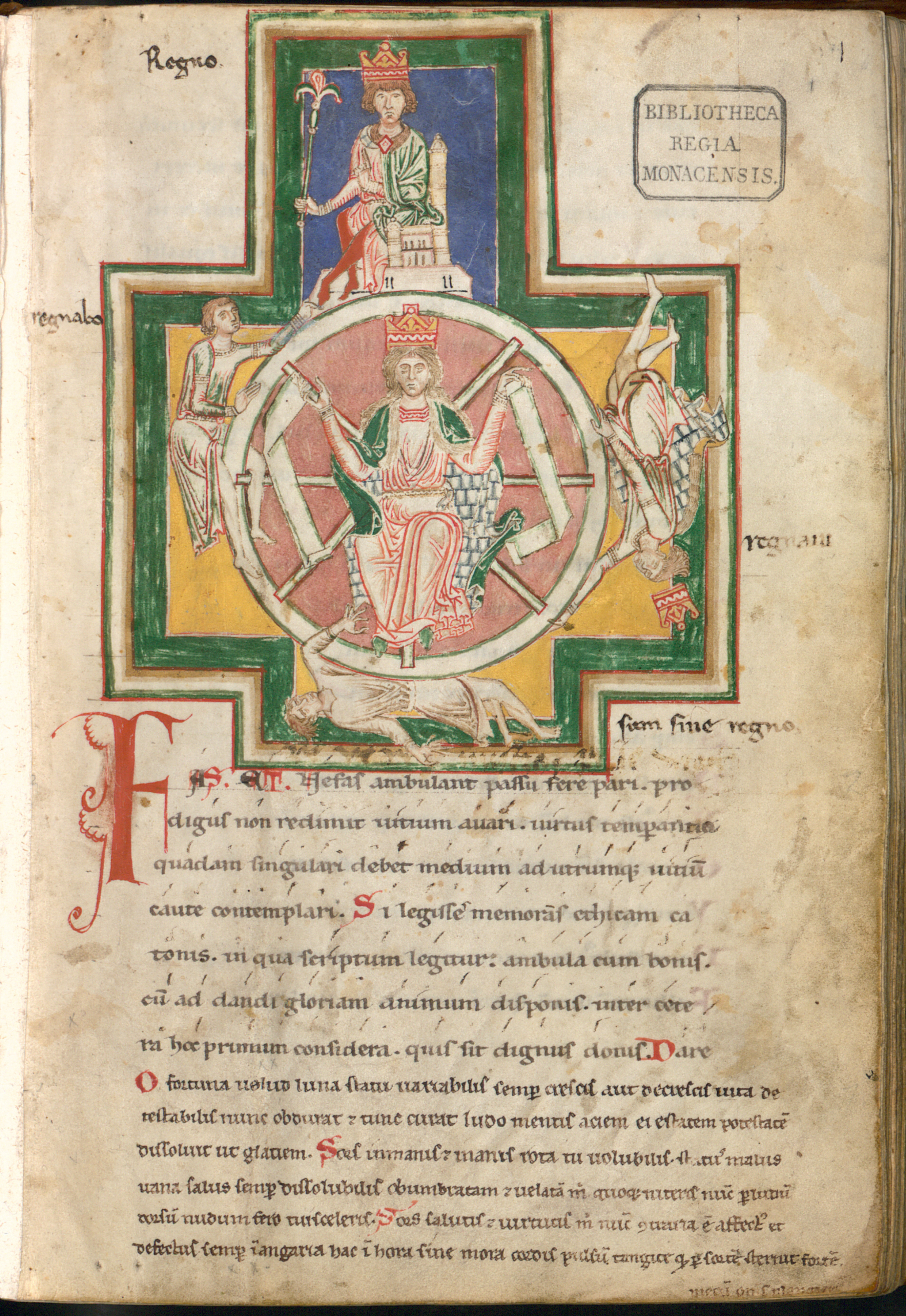
福尔图娜支配着人生循环的四个阶段，“布兰诗歌手稿”中的机运之轮

福尔图娜（拉丁語：Fortūna，又譯福耳圖娜）是罗马神话中的幸運女神，以及運氣的擬人化形象，相当于希腊神话中的堤喀。其形象通常为手持车轮的女子。一般认为是众神之王朱庇特的女儿。
福尔图娜一词源自“Ferre”，意为“多产”、“增殖”。因此，她最初并非幸福女神，而是丰收女神，母亲、妇女的保护神。她作为果实女神受到果农的崇拜。她的节日在6月11日，与司丰产和生儿育女的玛图塔圣母的节日在同一天，未婚妻们把自己的衣服献给“少女的福尔图娜，感谢她使科里俄拉诺斯饶恕了罗马城。她还特别保护只结了一次婚的女人。在奥维德的《岁时记》中和普卢塔克的著作中，都说是国王塞耳维乌斯·图利乌斯把对福尔图娜的崇拜引进了罗马。因为由于福尔图娜对他特别青睐，使他这个女奴之子做了国王。他为女神修建了几处圣殿。后来大概是在普赖斯忒把她作为送子女神加以崇拜的影响下，福尔图娜才逐惭成为了幸福和机运、成功女神。随着社会的发展，对福尔图娜的崇拜分化，出现了带有各种别名的福尔图娜。
她的形象为一个少女，手握聚宝角，正在撒落金币，有时蒙着双目，站在象征祸福无常的球体和车轮上。她常常出现在钱币、印章、辟邪物和各种艺术品上。

## 参阅资料
1. ↑  奥维德：《岁时记》
2. ↑  《世界神话辞典》：第964页，辽宁人民出版社，1989年

## 外部連結
- .  10 (第11版). London. 1911.
- Michael Best, "Medieval tragedy"
- Arya, Darius Andre. . Theses and Dissertations from The University of Texas at Austin. Austin: University of Texas at Austin. January 27, 2006 [2002]. hdl:2152/152. (login required) or Darius Andre Arya, "The Goddess Fortuna in Imperial Rome: Cult, Art, Text" （页面存档备份，存于）
- . . 1921.
- . . 1879.
- Fors Fortuna in Ancient Rome （页面存档备份，存于） // S. Billington - The Concept of the Goddess, 1996